# راندي أوين
راندي أوين (بالإنجليزية: Randy Owen)‏ هو مقدم برامج إذاعية وكاتب أغاني ومغني أمريكي، ولد في 13 ديسمبر 1949 في فورت باين في الولايات المتحدة.

## وصلات خارجية
- الموقع الرسمي
- راندي أوين على موقع IMDb (الإنجليزية)
- راندي أوين على موقع ميوزك برينز (الإنجليزية)
- راندي أوين على موقع ديسكوغز (الإنجليزية)
- راندي أوين على موقع قاعدة بيانات الفيلم (الإنجليزية)